# Wangnianzhuang
Wangnianzhuang (kinesiska: 王辇庄, 王辇庄乡) är en socken i Kina. Den ligger i provinsen Hebei, i den norra delen av landet, omkring 170 kilometer öster om huvudstaden Peking. Antalet invånare är 28 991. Befolkningen består av 14 372 kvinnor och 14 619 män. Barn under 15 år utgör 13,0 %, vuxna 15-64 år 75 %, och äldre över 65 år 10,0 %.
Genomsnittlig årsnederbörd är 846 millimeter. Den regnigaste månaden är augusti, med i genomsnitt 199 mm nederbörd, och den torraste är januari, med 2 mm nederbörd.